# Морнарички истражитељи: Лос Анђелес (6. сезона)
Шеста сезона америчко полицијо-процедуралне драме МЗИС: Лос Анђелес је емитована од 29. септембра 2014. до 18. маја 2015. године на каналу ЦБС. Сезону су продуцирали Продукција "Шејн Бренан" и Телевизијски студио "ЦБС", а Шејн Бренан је директор серије и извршни продуцент. Ове сезоне се серија је померена са уторка увече где је ишла после серије Морнарички истражитељи на понедељак увече.

## Опис
Главна постава се у овој сезони није мењала.

## Улоге

### Главне
- Крис О’Донел као Џи Кален
- Данијела Руа као Кензи Блај
- Ерик Кристијан Олсен као Мартин А. Дикс
- Берет Фоа као Ерик Бил
- Рене Фелис Смит као Нел Џоунс
- Мигел Ферер као Овен Гренџер
- Линда Хант као Хенријета Ленг
- Ел Ел Кул Џеј као Сем Хана

### Епизодне
- Питер Камбор као Нејт Гејц (Епизода 4)
- Џералд Мекрејни као Холас Килбрајд (Епизода 4)

## Епизоде
| Бр. у серији | Бр. у сезони | Наслов                   | Редитељ             | Сценариста                    | Премијерно емитовање | Прод. код | Бр. гледалаца (у милионима) |
| --- | ------------ | ------------------------ | ------------------- | ----------------------------- | -------------------- | --------- | --------------------------- |
| 121 | 1            | "Велика невоља (2. део)" | Денис Смит          | Р. Скот Џемил                 | 29. септембар 2014.  | 524       | 9.48                        |
| Кален и Хана су заробљени у подморници са терористима који планирају да нападну носач авиона у Сан Дијегу у Калифорнији. Хети је прекршила наређења и одложила је пут у Вашингтон. Остатак екипе покушава да нађе подморницу и спречи напад. |              |                          |                     |                               |                      |           |                             |
| 122 | 2            | "Срце службе (1. део)"   | Џон Питер Кјузакис  | Р. Скот Џемил                 | 6. октобар 2014.     | 601       | 8.74                        |
| Екипа сазнаје да је један од њих угрожен током истраге убиства. Хети је под истрагом, а друга екипа истражује злочин. |              |                          |                     |                               |                      |           |                             |
| 123 | 3            | "Президијум (2. део)"    | Денис Смит          | Ерик Бродхрст и Р. Скот Џемил | 13. октобар 2014.    | 602       | 9.24                        |
| Једна Хетина је нападнута што је исходовало смрћу њеног телохранитеља. Док се истрага над екипом наставља, екипа балансира ипитивање и хватање одговорног. На крају Венс открива да је истрага ОСП-а начин да извуче Хети ван Лос Анђелеса и да је заштити од кртице у екипи и да заштити њен живот, што доводи екипу до открића старог непријатеља Матијаса, који је одговоран за нападе, а епизода се завршава када Кален обећава да ће да нађе Матијаса и да га убије. |              |                          |                     |                               |                      |           |                             |
| 124 | 4            | "Трећи хор (3. део)"     | Дајана К. Валентајн | Дејна Скенлон и Р. Скот Џемил | 20. октобар 2014.    | 603       | 8.78                        |
| Екипа открива да је у опасности јер је крица још у агенцији. Нејт се враћа да помогне Нел због њеног првог убиства, а ОСП постаје бојно поље кад Матијас дође да убије Хети.Прва појава Холаса Килбрајда. Појава Нејта Гејца. |              |                          |                     |                               |                      |           |                             |
| 125 | 5            | "Тајни буџет"            | Денис Смит          | Френк Милитари                | 27. октобар 2014.    | 604       | 8.68                        |
| Министарство одбране на Западној обали нападнуто је, а двоје људие је изгинуло, а једна особа се води као нестали преживели. Кален и Сем одлазе у Мексико да пронађу запосленог Министарства одбране. |              |                          |                     |                               |                      |           |                             |
| 126 | 6            | "Ловци на МВК-овце"      | Крис О’Донел        | Сара Серви и Френк Милитари   | 3. новембар 2014.    | 525       | 9.20                        |
| Сем је ухапшен због убиства, а екипа се труди да докаже његову невиност упркос истрази ФБИ-ја и тужилаштва. Откривају да је Семов бивши војни студент део велике операције и крађе идентитета и да је сместио Сему убиство. |              |                          |                     |                               |                      |           |                             |
| 127 | 7            | "Ишчезао"                | Дејвид Родригез     | Kајл Харимото                 | 10. новембар 2014.   | 605       | 8.22                        |
| Када је грчки терориста убијен дроном у Лос Анђелесу, ОСП је позван да истражи. Испало је да га је анархистички скуп унајмио да направи дрон пројектил, а онда га убила прототипом. |              |                          |                     |                               |                      |           |                             |
| 128 | 8            | "Сиви човек"             | Џејмс Хенлон        | Ендру Бартлс                  | 17. новембар 2014.   | 606       | 8.82                        |
| Кад је војник и агент ЦИА-е убијен на одсуству, екипа креће да истражи његову смрт што их доводи до нарко боса који треба да буде изручен САД и велике тајне коју је покојник скривао о једном од својих адвоката. |              |                          |                     |                               |                      |           |                             |
| 129 | 9            | "Издајник"               | Eрик А. Пот         | Мајкл Јудески и Р. Скот Џемил | 24. новембар 2014.   | 607       | 8.82                        |
| Када је Гренџер пребачен у болницу, ОСП је закључан и сви постају осумњичени да су кртица. |              |                          |                     |                               |                      |           |                             |
| 130 | 10           | "Пад власти"             | Кристин Мур         | Џозеф Ч. Вилсон               | 8. децембар 2014.    | 608       | 8.73                        |
| Када је папарацо убијен испред куће официра са високим чином и војног пуковника, екипа открива да је напад повезан са нападима на родитеље којима деца иду у војну школу. Случај тера Сема да размисли о свом оцу. |              |                          |                     |                               |                      |           |                             |
| 131 | 11           | "Oбмана"                 | Toни Вармби         | Kајл Харимото и Ендру Бартлс  | 15. децембар 2014.   | 609       | 9.54                        |
| Када је Каленова девојка Џоел Тејлор постала талац у пљачки у једном предузећу, потрага екипе за пљачкашем доводи Каленову девојку до открића његовог правог посла. Екипа расправља о плановима за Божић. |              |                          |                     |                               |                      |           |                             |
| 132 | 12           | "Вртлог"                 | Лари Тенг           | Дејв Калстин                  | 5. јануар 2015.      | 610       | 11.90                       |
| Терористи узимају таоце у предузећу у ком је Кален на тајном задатку истраживао трговца оружјем. Екипа креће да га извуче, али открива да је зграда минирана. |              |                          |                     |                               |                      |           |                             |
| 133 | 13           | "На дужности"            | Kaрен Гавиола       | Tим Клементе                  | 19. јануар 2015.     | 611       | 9.65                        |
| Након напада на америчку амбасаду у Тунису, Кален и Сем одлазе на место злочина да истраже смрт двојице војника од којих је један Семов друг и откривају да амбасадорка можда није мета нападача који су сада ушли у Сједињене Државе. |              |                          |                     |                               |                      |           |                             |
| 134 | 14           | "Црни ветар"             | Денис Смит          | Џо Сакс                       | 2. фебруар 2015.     | 612       | 9.78                        |
| Када је откривено да је жртва саобраћајне несреће убијена антраксом, Кален и Сем су послати у Мексико да пронађу вирус, а Кензи и Дикс покушавају да спрече да антракс учествује у нападу. |              |                          |                     |                               |                      |           |                             |
| 135 | 15           | "Шума од дрвећа"         | Дајана К. Валентајн | Гил Грант                     | 9. фебруар 2015.     | 613       | 10.35                       |
| Када је дојава о несталом аналитичару НСА-а исходила Каленовом и Семовом отмицом, Кензи и Дикс истражују да ли је отмица повезана са Гренџеровим независним састанком са доушником из ИСИС-а. |              |                          |                     |                               |                      |           |                             |
| 136 | 16           | "Рок трајања"            | Teренс Најтингејл   | Дејв Калстин                  | 23. фебруар 2015.    | 614       | 9.83                        |
| Када је на мисији спашавања индијског доушника Сема упуцао снајпериста, то доводи екипу до сарадње са Џемадаром Тапом (из епизоде "Залеђено језеро") да открију одговорне, што доводи екипу да преиспита стварне мотиве. У међувремену, Кензи и Дикс су се посвађали. |              |                          |                     |                               |                      |           |                             |
| 137 | 17           | "Стручност"              | Eрик Лејнвил        | Џордана Луис Џефи             | 9. март 2015.        | 615       | 10.72                       |
| Када је авганистански војник који је доведен на обуку у УСД убијен, екипа ОСП-а истражује његова два саборца који су мета јер знају податке и авганистанској војсци. |              |                          |                     |                               |                      |           |                             |
| 138 | 18           | "Борба са сенкама"       | Toни Вармби         | Ендру Бартлс                  | 23. март 2015.       | 616       | 9.39                        |
| Након успешне операције хватања, три ФБИ-јева агента су побијена у изненадној експлозији, што је исходило да се ОСП-у додели истрага. Након што су истражили, сазнали су да су агенте побиле скривене бомбе и да тај напад није једини - остављајући екипу у трци са временом да сазнају где ће други напад бити одржан. У међувремену, због истраге, Хети спаја Кензи са Семом, а Калена са Диксом, али с' разлогом који ни Кензи ни Дикс не знају.                      |              |                          |                     |                               |                      |           |                             |
| 139 | 19           | "У част Блејз"           | Teренс О’Хара       | Џо Сакс                       | 30. март 2015.       | 617       | 9.17                        |
| Кад је војни пројектил украден и искоришћен за убиство цивила на броду, екипа је позвана да обезбеди да други војно-оружани састав не буде угрожен, што доводи до сукоба унутар хакерске организације. У међувремену, агенткиња приправница долази у ОСП да помогне, а Ерик јој се набацује што чини Нел љубоморном. |              |                          |                     |                               |                      |           |                             |
| 140 | 20           | "Бес"                    | Френк Милитари      | Френк Милитари                | 13. април 2015.      | 618       | 9.36                        |
| Кален се вратио на тајни задатак у затвор (виђено у епизоди "Срце службе (1. део)") да истражи скуп осумњичених за крађу нуклеарног оружја о упада у пљачку банке коју воде два "брата". |              |                          |                     |                               |                      |           |                             |
| 141 | 21           | "Светлосни сигнал"       | Дајана К. Валентајн | Џордана Луис Џефи             | 20. април 2015.      | 619       | 8.83                        |
| Кален и Сем су изненађени када је жртва убиства жива и здрава потражила њихову помоћ. МЗИС-ова екипа ОСП-а истражује и открива да је неко прекршио правила санкција против Русије. Аркадије је опет у проблему. |              |                          |                     |                               |                      |           |                             |
| 142 | 22           | "Брисани простор"        | Роберт Флорио       | Гил Грант                     | 27. април 2015.      | 620       | 7.82                        |
| Екипа тражи бившег војник који је побегао из војне болнице када је откривено да је повезан са екстремистичким скупом. Такође, случај подсећа Кензи на њену прошлост као снајперисте. |              |                          |                     |                               |                      |           |                             |
| 143 | 23           | "Koлчек А. (1. део)"     | Џејмс Хенлон        | Џозеф Ч. Вилсон               | 11. мај 2015.        | 621       | 8.21                        |
| Кален и Сем траже одговорне кад открију да је мртви члан посаде са нафтног танкер искоришћен у Аркадијевом договору са Русијом и откривају да је Аркадије лично повезан са бродом. |              |                          |                     |                               |                      |           |                             |
| 144 | 24           | "Чернов К. (2. део)"     | Џон Питер Кјузакис  | Кајл Харимото                 | 18. мај 2015.        | 622       | 9.33                        |
| Текучи случај одводи Калена, Сема, Кензи и Дикса у Москву где користе тајне идентитете да пронађу осумњиченог. Такође, Кален открива нове податке о свом оцу. |              |                          |                     |                               |                      |           |                             |

## Производња
Серија Морнарички истражитељи: Лос Анђелес је обновљен за шесту сезону 13. марта 2014.

## Емитовање
Серија Морнарички истражитељи: Лос Анђелес је премијерно приказан 29. септембра 2014. Серија Морнарички истражитељи: Лос Анђелес је померен са претходног термина у уторак у 21:00  на термин у понедељак у 22:00.

## Пријем
Серија Морнарички истражитељи: Лос Анђелес је котиран на 27. месту са укупно 11,72 милиона гледалаца за телевизијску сезону америчке мреже 2014–15.